# Hormon rasta
Hormon rasta (naziva se i somatotropin) je hormon prednjeg režnja hipofize. 
Hormon rasta je po kemijskoj strukturi jednolačani polipetid koji se sastoji od 191 aminokiseline
Hormon rasta djeluje u stanicama na procese koji rezultiraju povećanom sintezom proteina, te smanjenom razgradnjom proteina. Učinak povećane sinteze bjelančevina odnosi se na sva tkiva u tijelu, a najviše je izražen na rastu kosti i hrskavica.
Hormona rasta djeluje i na pojačano iskorištavanje masti za dobivanje energije, povećanjem oslobađanja masnih kiselina, te na smanjenje iskorištavanja glukoze i pojačanu sintezu glikogena u stanicama.    
Izlučivanja hormona rasta reguliraju somatostatin i somatokrinin (somatoliberin), hormoni hipotalamusa, od kojih somatostatin koči lučenje hormona rasta, dok somatokrenin oslobađa hormon rasta. Uz ove molekule pojačano lučenje hormona rasta uzrokuju vanjski podražaji npr. gladovanje, hipoglikemija, mišični rad, trauma, stres. Grelin je potentan stimulator lučenja hormona rasta.